# Youssef Youssef
Youssef Youssef (1 de junio de 1992) es un deportista canadiense que compite en judo. Ganó dos medallas en el Campeonato Panamericano de Judo en los años 2010 y 2011.

## Palmarés internacional
| Campeonato Panamericano | Campeonato Panamericano    | Campeonato Panamericano | Campeonato Panamericano |
| Año                     | Lugar                      | Medalla                 | Categoría               |
| ----------------------- | -------------------------- | ----------------------- | ----------------------- |
| 2010                    | San Salvador (El Salvador) | Medalla de bronce       | –55 kg                  |
| 2011                    | Guadalajara (México)       | Medalla de plata        | –55 kg                  |